# Акбербаев, Иса Бахытжанович
Акбербаев Иса Бахытжанович (каз. Иса Бақытжанұлы Ақбербаев; род. 5 ноября 1983, Кустанай) — казахстанский боксёр-профессионал, выступающий в первой тяжёлой весовой категории. Среди профессионалов чемпион мира по версии GBC (2015—2016), международный чемпион по версиям IBO International (2011) и IBO Inter-Continental (2011—2014), чемпион Азии по версиям WBC Asian (2011—2013) и WBA Asia (2017—2018) в 1-м тяжёлом весе.

## Любительская карьера
Боксом занимается с 1998 года в спортивной школе ЦСКА. Выполнил норматив мастера спорта, привлекался в молодёжную сборную. В 1999 году выиграл молодёжный международный турнир в Гвадалахаре, в 2000 году проиграл в четвертьфинале чемпионата мира среди юниоров израильтянину Роману Гринбергу, в 2005 году выиграл Универсиаду РК. Затем четыре года не выходил на ринг.

## Профессиональная карьера
Иса дебютировал на профессиональном ринге в 2009 году в первом тяжёлом весе. В седьмом поединке завоевал титул чемпиона Азии по версии WBC.
В январе 2013 года в США встретился с местным боксёром, Энтони Ферранте. Ферранте нокаутировал Ису в 10-м раунде, но позже результат был аннулирован из-за положительного допинг-теста американца.
В феврале 2015 года Иса Акбербаев нокаутировал в 1-м раунде аргентинца, Рубена Анхеля Мино (25-1).
В июне 2015 года в Берлине защитил титул чемпиона мира по версии Global Boxing Council, победив единогласным решением судей 37-летнего бразильца Жулио Сезара Дос Сантоса. Счет судейских записок: 117—110, 117—110, 116—111..
В апреле 2016 года во второй раз защитил титул чемпиона мира по версии Global Boxing Council, победив нокаутом в 7-м раунде 37-летнего венгра Габора Халаса.
16 декабря 2017 года Иса Акбербаев одержал двадцатую победу среди профессионалов и сохранил пояс чемпиона Азии по версии WBA. Соперником казахстанца, был босниец Мирнес Денадич, бой был завершён в четвертом раунде техническим нокаутом.

## Статистика профессиональных боёв
В таблице перечислены результаты всех поединков боксёров.
В каждой строке указан результат поединка. Дополнительно номер поединка обозначен цветом, который обозначает итог поединка. Расшифровка обозначений и цветов представлена в нижеследующей таблице.
| Пример | Расшифровка                     |
| ------ | ------------------------------- |
|        | Победа                          |
|        | Ничья                           |
|        | Поражение                       |
|        | Планируемый поединок            |
|        | Поединок признан несостоявшимся |
| КО     | Нокаут                          |
| ТКО    | Технический нокаут              |
| PTS    | Решение судей (по очкам)        |
| UD     | Единогласное решение судей      |
| MD     | Решение большинства судей       |
| SD     | Раздельное решение судей        |
| RTD    | Отказ от продолжения боя        |
| DQ     | Дисквалификация                 |
| NC     | Поединок признан несостоявшимся |

| 23 поединка, 20 побед (15 нокаутом), 2 поражения, 1 несостоявшийся. | 23 поединка, 20 побед (15 нокаутом), 2 поражения, 1 несостоявшийся. | 23 поединка, 20 побед (15 нокаутом), 2 поражения, 1 несостоявшийся. | 23 поединка, 20 побед (15 нокаутом), 2 поражения, 1 несостоявшийся.                | 23 поединка, 20 побед (15 нокаутом), 2 поражения, 1 несостоявшийся. | 23 поединка, 20 побед (15 нокаутом), 2 поражения, 1 несостоявшийся. | 23 поединка, 20 побед (15 нокаутом), 2 поражения, 1 несостоявшийся.                                                                                               | 23 поединка, 20 побед (15 нокаутом), 2 поражения, 1 несостоявшийся.                                   |
| Бой                                                                 | Дата                                                                | Соперник                                                            | Место боя                                                                          | Раундов                                                             | Результат                                                           | Дополнительно | Видео                                                                                                 |
| ------------------------------------------------------------------- | ------------------------------------------------------------------- | ------------------------------------------------------------------- | ---------------------------------------------------------------------------------- | ------------------------------------------------------------------- | ------------------------------------------------------------------- | --- | --- |
| 23                                                                  | 23 августа 2020                                                     | Камшыбек Кункабаев (дебют)                                          | Казахская академия транспорта и коммуникаций им. М.Тынышпаева, Алма-Ата, Казахстан | TKO2 (8), 2:24                                                      | Поражение                                                           | Профессиональный дебют Кункабаева. | |
| 22                                                                  | 2 ноября 2019                                                       | Евгений Тищенко (5-0)                                               | Екатеринбург, Свердловская область, Россия                                         | RTD6 (10), 3:00                                                     | Поражение                                                           | Бой за титул чемпиона по версии WBO Inter-Continental (1-я защита Тищенко) в 1-м тяжёлом весе.                                                                    | |
| 21                                                                  | 16 декабря 2017                                                     | Мирнес Денадич (10-5)                                               | ЛД «Терминал», Киев, Украина                                                       | RTD3 (10), 3:00                                                     | Победа                                                              | Завоевал титул WBA Asia в 1-м тяжёлом весе. | |
| 20                                                                  | 4 августа 2017                                                      | Юрий Барашьян (28-9)                                                | Сочинский цирк, Сочи, Россия                                                       | TKO2 (10), 1:34                                                     | Победа                                                              | | |
| 19                                                                  | 24 сентября 2016                                                    | Майк Курцвайль (17-6)                                               | ДСК им. Балуана Шолака, Алма-Ата, Казахстан                                        | KO1 (12) 1:07                                                       | Победа                                                              | Защитил титул Global Boxing Council. | |
| 18                                                                  | 30 апреля 2016                                                      | Габор Халас (36-16)                                                 | Schuetzenhalle, Гамбург, Германия                                                  | KO7 (12) 0:35                                                       | Победа                                                              | Защитил титул Global Boxing Council. | |
| 17                                                                  | 12 июня 2015                                                        | Жулио Сезар Дос Сантос (27-4)                                       | Audi-Centrum, Берлин, Германия                                                     | UD (12)                                                             | Победа                                                              | Защитил титул Global Boxing Council. Счёт: 117—110, 117—110, 116—111.                                                                                             | |
| 16                                                                  | 28 февраля 2015                                                     | Рубен Анхель Мино (25-1)                                            | Winterhude, Гамбург, Германия                                                      | KO1 (12) 2:36                                                       | Победа                                                              | Завоевал вакантный титул Global Boxing Council. | |
| 15                                                                  | 11 декабря 2014                                                     | Игорь Караваев (6-7)                                                | СК «Динамо» Москва, Россия                                                         | TKO1 (6) 1:23                                                       | Победа                                                              | | link=https://www.youtube.com/watch?v=7NxeSAxL21E Архивная копия от 10 декабря 2017 на Wayback Machine |
| 14                                                                  | 1 октября 2014                                                      | Джованни Сарран (5-7)                                               | Barker Hangar Калифорния, США                                                      | TKO4 (6) 2:20                                                       | Победа                                                              | | |
| 13                                                                  | 1 июня 2014                                                         | Моррис Окола (4-0)                                                  | Арена Мытищи, Мытищи, Россия                                                       | RTD5 (8) 3:00                                                       | Победа                                                              | | |
| 12                                                                  | 2 ноября 2013                                                       | Брайан Клукей (4-0-2)                                               | Мэдисон Сквер Гарден, Нью-Йорк, США                                                | UD (4)                                                              | Победа                                                              | Счёт: 40-36, 40-36, 40-36. | |
| 11                                                                  | 19 января 2013                                                      | Энтони Ферранте (12-4)                                              | Мэдисон Сквер Гарден, Нью-Йорк, США                                                | NC10 (10) 1:19                                                      | Не состоялся                                                        | Защита титула IBO Inter-Continental. Бой признан несостоявшимся. Ферранте провалил допинг-тест. Первоначальный результат: Победа Ферранте нокаутом в 10-м раунде. | |
| 10                                                                  | 12 мая 2012                                                         | Мауро Адриан Ордиалес (28-9)                                        | Ледовый дворец «Терминал», Киев, Украина                                           | RTD3 (12) 3:00                                                      | Победа                                                              | Защитил титул IBO Inter-Continental. | |
| 9                                                                   | 9 декабря 2011                                                      | Армин Доллингер (21-2)                                              | Ballsaal Interconti-Hotel, Дюссельдорф, Северный Рейн-Вестфалия, Германия          | ТКО3 (12) 2:30                                                      | Победа                                                              | Завоевал вакантный титул IBO Inter-Continental. | link=https://www.youtube.com/watch?v=ZgX43j5naWU Архивная копия от 25 марта 2016 на Wayback Machine   |
| 8                                                                   | 9 июля 2011                                                         | Марко Хайнихен (11-24-2)                                            | Sportpark, Кёльн, Северный Рейн-Вестфалия, Германия                                | ТКО4 (12) 2:02                                                      | Победа                                                              | Завоевал вакантный титул IBO International. | |
| 7                                                                   | 26 февраля 2011                                                     | Паскаль Ндомба (9-2-2)                                              | DIVS, Екатеринбург, Россия                                                         | ТКО2 (12) 2:58                                                      | Победа                                                              | Завоевал вакантный титул WBC Asian Boxing Council. | |
| 6                                                                   | 4 ноября 2010                                                       | Сильвио Майнель (12-5-1)                                            | Autohaus Koenig, Берлин, Германия                                                  | ТКО3 (6)                                                            | Победа                                                              | | |
| 5                                                                   | 5 марта 2010                                                        | Исаак Вильянуэва (дебют)                                            | Arena Theatre, Хьюстон, Техас, США                                                 | UD (4)                                                              | Победа                                                              | Счёт: 39-34, 38-35, 38-35. | |
| 4                                                                   | 20 февраля 2010                                                     | Максат Пазилов (0-1)                                                | Тараз, Казахстан                                                                   | UD (6)                                                              | Победа                                                              | Счёт: 60-54, 60-54, 60-54. | |
| 3                                                                   | 28 ноября 2009                                                      | Сергей Смирнов (дебют)                                              | Цирк, Алма-Ата Казахстан                                                           | КО1 (6) 0:58                                                        | Победа                                                              | | |
| 2                                                                   | 28 августа 2009                                                     | Омурбек Рыскелдиев (4-3)                                            | Ala-Too Resort, Чолпон-Ата, Кыргызстан                                             | ТКО4 (4) 2:49                                                       | Победа                                                              | | |
| 1                                                                   | 19 августа 2009                                                     | Шухрат Ишмухаммедов (дебют)                                         | Металлург, Алмалык, Узбекистан                                                     | UD (4)                                                              | Победа                                                              | Профессиональный дебют. | |
| Бой                                                                 | Дата                                                                | Соперник                                                            | Место боя                                                                          | Раундов                                                             | Результат                                                           | Дополнительно | Видео                                                                                                 |